# Bodens centralstation
Bodens centralstation (även kallat resecentrum) är en järnvägsstation i Boden och järnvägsknut för Stambanan genom övre Norrland, Malmbanan och Haparandabanan. Stationen har sju spår varav fyra har perronger. Endast spår 2, 3 (med gemensam perrong) och spår 4 används. 

## Om stationen
Stationshuset byggdes 1893 och inköptes 1897. Huset byggdes i trä i en nationalromantisk stil, liknande Gällivare station och Jörns station. Tillbyggnader 1917 och 1925 ritades i jugendinspirerad stil av Folke Zettervall tillsammans med arkitekt Adolf W. Edelsvärd. Huset är en kulturbyggnad och märkt som byggnadsminne. Den mest kände resenär som bytt tåg i Boden är förmodligen Lenin. Efter februarirevolutionen 1917 reste han från sin exil till Ryssland via den då (på grund av kriget) enda öppna vägen, via Haparanda.

### Ombyggnad 2023
Under 2023 byggdes perrongen närmast stationshuset om på grund av den förväntade ökningen av regiontrafiken. Plattformen var för låg för den typ av motorvagnståg som trafikerar sträckan, så den höjdes för att möta kraven och möjliggöra en smidig av- och påstigning. Plattformen kompletterades även med belysning, bänkar och sopkorgar. Arbetet färdigställdes under 2024.

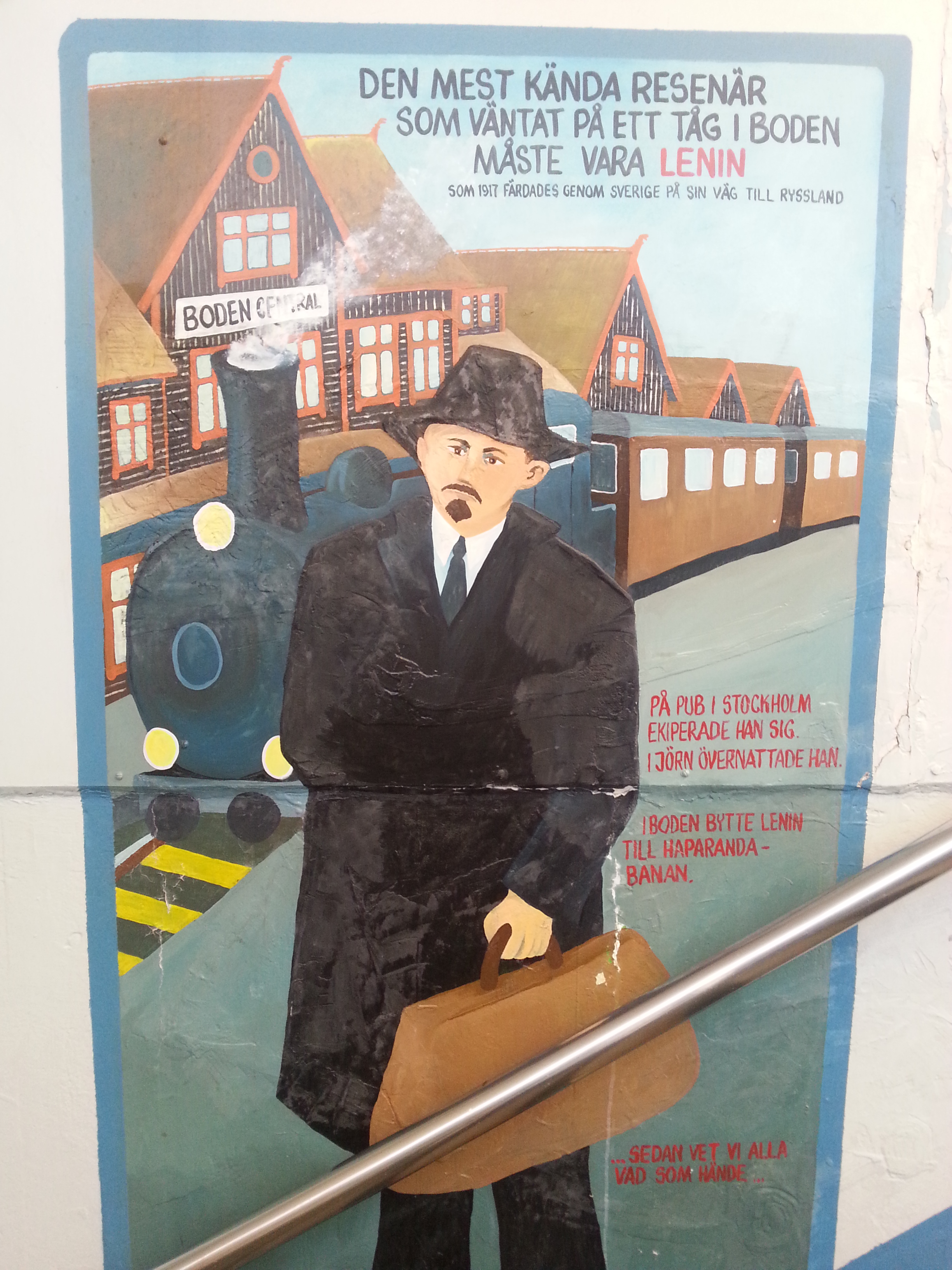
Lenin bytte tåg i Boden

.